# Synixais strandi
Synixais strandi là một loài bọ cánh cứng trong họ Cerambycidae.